# AL-3111
La AL-3111 es una carretera de la red provincial de la Provincia de Almería, la cual es competencia de la Diputación Provincial de Almería. Tiene una longitud de 12,13 km e inicia su recorrido en la autovía A-7 (Autovía del Mediterráneo) y finaliza en la entrada a la localidad de Campohermoso. Esta vía es el principal acceso al Campo de Níjar.

## Historia
Esta vía era conocida como la carretera de Almería-Vera, pero tras la construcción de la Autovía del Mediterráneo en el año 1992, perdió algo de tráfico. Se desconoce la antigüedad de esta vía, pero según los informes elaborados por la Junta de Andalucía, esta carretera sigue siendo (al igual que lo ha sido siempre), una vía pecuaria. En la década de los 70 fue asfaltada. A su paso por las localidades (barriadas) de San Isidro y Campohermoso consta de 2 carriles separados por un bulevar y sus respectivas vías de Servicio.

## Tráfico
Normalmente el tráfico es leve, aunque a primeras horas de la mañana y a última hora de la tarde se convierte en denso. Es una de las vía más transitada del municipio de Níjar, debido a su importancia, por ser uno de los pocos ejes de conexión entre las áreas urbanas de las localidades de San Isidro de Níjar y Campohermoso

## Puntos por donde pasa
| Punto Kilométrico | Lugar                            | Foto | Puesta en servicio     |
| ----------------- | -------------------------------- | ---- | ---------------------- |
| 1                 | El Viso                          |      | 1976                   |
| 3                 | Los Grillos - Los Nietos         |      | 1977                   |
| 6                 | Cruce con la AL-3108             |      | última reforma en 2017 |
| 9                 | San Isidro de Níjar              |      | desconocido            |
| 13                | polígono industrial Santa Olalla |      | 2004                   |
| 14                | El Rodón - Puebloblanco          |      |                        |
| 16                | entrada a Campohermoso           |      |                        |